# نظریه علیتی ارجاع
یک تئوری علیتی ارجاع (به انگلیسی: causal theory of reference) نظریه ایست در مورد اینکه چطور عبارات مرجعشان را مبتنی بر شواهد به دست می‌آورند. چنین نظریاتی برای توصیف بسیاری عبارات ارجاع دهنده، به ویژه نامهای خاص و عبارات انواع طبیعی مورد استفاده قرار گرفته‌اند. برای مثال، در مورد نام‌ها، یک نظریه علی ارجاع به‌طور معمول شامل ادعاهای زیر است:
- مرجعِ یک نام، توسط یک عمل نامگذاری (یا «دوبله» (dubbing) یا به بیان سول کریپکی، یک «غسل تعمید اولیه»(initial baptism)) بر روی ان نام ثابت (fix) می‌شود، که به سبب آن، نام یک نشانگر صلب از آن شیء می‌شود.
- استفاده‌های واپسین از آن نام، با متصل شدن به آن عمل از طریق یک زنجیره علّی، موفق به ارجاع به همان مرجع سابق می‌شوند.

نسخه‌های ضعیف تری از این موضع (شاید به درستی نشود آن‌ها را «نظریه علی» نامید)، تنها ادعا می‌کنند که در بسیاری از موارد، وقایع داخل تاریخچه علّی کاربست (use) گوینده از عبارت، از جمله زمانی که ترم یا عبارت مورد نظر برای نخستین بار بدست آمده بود، باید برای اختصاص صحیح مرجع‌ها به واژگان گوینده، در نظر گرفته شود.
نظریات علی نام‌ها در طول دهه ۱۹۷۰ و تحت تأثیر کارهای توسط سائول کریپکی و کیت دانلان محبوب شدند. کریپکی و هیلاری پاتنم، همچنین از دیدگاه‌های علیتی مشابه در مورد ترم‌های انواع طبیعی دفاع کردند.